# Hessischer Gestaltungspreis
Der Hessische Gestaltungspreis ist ein Designpreis für das hessische gestaltende Handwerk. Der Preis ist mit insgesamt 10.000 Euro dotiert. Mit diesem Preis fördert das Hessische Ministerium für Wirtschaft, Verkehr und Landesentwicklung und die Arbeitsgemeinschaft der Hessischen Handwerkskammern die Gestaltungskompetenz im Handwerk in Hessen. Er wird an gestaltende Handwerker, Künstler und Kunsthandwerker verliehen, die sich mit ihren selbstentworfenen Arbeiten durch handwerklich und gestalterisch herausragende Leistungen auszeichnen. Der Hessische Gestaltungspreis wird juriert. Zu jedem Wettbewerb erscheint ein Katalog. Die preisgekrönten und ausgewählten Werke werden in einer Ausstellung in Museen und Galerien der Handwerkskammern gezeigt. 

## Jury
Eine Expertenjury wählt aus allen eingereichten Arbeiten die Preisträger und Teilnehmer der Ausstellung und des Katalogs aus. Die eingereichten Arbeiten werden von einer unabhängigen Jury nach den Kriterien eigenschöpferische Idee, Innovation, Gestaltung und Ästhetik, Gebrauchsfähigkeit, Materialauswahl und -einsatz, sowie handwerkstechnische Ausführung bewertet. Die Jury setzt sich aus fachlichen Vertreterinnen/Vertreter aus unterschiedlichen Bereichen des gestaltenden Handwerks, des Hessischen Ministeriums für Wirtschaft, Energie, Verkehr und Landentwicklung, der Arbeitsgemeinschaft der Hessischen Handwerkskammern und einer/einem Vertreterin/Vertreter der durchführenden Kammer (als beratendes Mitglied ohne Stimmberechtigung) zusammen.

## Geschichte
Der Hessische Gestaltungspreis wird seit 1988 alle zwei Jahre ausgeschrieben. 

## Preisträger
2. Gestaltungspreis 1990
- 1. Preisträger: Ulrich Bachmann, Steinbildhauer
- 2. Preis: Anette Zey, Gold- und Silberschmiedin
- 3. Preis: Eberhard Fritsch, Gold- und Silberschmied
- 3. Preis: Karl-H. Rudi, Tischler
- Förderpreis: Nadine Cromme, Weberin
- Förderpreis: Ludwig Menzel, Silberschmied
- Förderpreis: Andreas Schönwandt, Silberschmied

3. Gestaltungspreis 1992
- 1. Preis: Lothar Schultze, Schreiner
- 2. Preis: Ute Strothotte, Goldschmiedin
- 2. Preis: Renate Rittershaus, Goldschmiedin
- Förderpreis: Boy-Peter Rück, Tischler
- Förderpreis: Regine Pohl, Tischlerin
- Anerkennung: Sabine Steinbach, Goldschmiedin
- Anerkennung: Peter Steinwachs, Augenoptiker
- Anerkennung: Jan Davids, Goldschmied
- Anerkennung: Daniel Henkel, Tischler
- Anerkennung: Johannes Lorenz, Korbflechter

4. Gestaltungspreis 1994
- 1. Preis: Regina Schütz, Goldschmiedin
- 2. Preis: Volker Klag, Tischler
- 3. Preis: Gerhard Schulz-Wahle, Goldschmied
- Förderpreis: Daniela Klaiber, Schuhmacherin
- Förderpreis: Volker Meyer-Ludwig, Tischler
- Sonderpreis Entwicklung: Andreas Schnirch, Gestalter
- Sonderpreis Experiment: Michael Krumpholz, Goldschmied

5. Gestaltungspreis 1996
- 1. Preis: Dieter Alsheimer, Metallgestalter
- 2. Preis: Jutta Reuter, Handweberin
- 3. Preis: Eberhard Brüger, Tischler
- Förderpreis: Katrin Apel, Keramikerin
- Förderpreis: Stefanie Petrick-El Madani, Goldschmiedin
- Sonderpreis Experiment: Michael Krumpholz, Goldschmied
- Sonderpreis Innovation: Kerstin Stumpf, Augenoptikerin

6. Gestaltungspreis 1998
- 1. Preis: Markus Dörner, Tischler
- 2. Preis: Susanne Wilhelm, Goldschmiedin
- 3. Preis: Petra Prüssing und
- Wiebke Steinwedel, Keramikerin, Schilder- und Lichtreklameherst.
- Sonderpreis Experiment: Nadine Cromme, Weberin
- Sonderpreis Experiment: Volker Klag, Tischler
- Sonderpreis Experiment: Tim Heckmann, Tischler
- Sonderpreis Experiment: Christine Sebald, Goldschmiedin

7. Gestaltungspreis 2000
- 1. Preis: Cornelia Zick, Goldschmiedin
- 2. Preis: Tania Werner, Goldschmiedin
- Anerkennungspreis: Aydin Göktas, Metallbauer
- Anerkennungspreis: Michael Krumpholz, Goldschmied
- Anerkennungspreis: Henriette Tomasi, Goldschmiedin

8. Gestaltungspreis 2002
- 1. Preis: Heinz Westphal, Tischler
- 2. Preis: Ewa Doerenkamp, Goldschmiedin
- 3. Preis: Peter Hromek, Maschinenbautechniker
- 3. Preis: Angelika Imhof-Lanz, Keramikerin
- Sonderpreis: Joachim Bovelet, Tischler
- Anerkennungspreis: Nadine Werner, Buchbinderin

9. Gestaltungspreis 2004
10. Gestaltungspreis 2006
11. Gestaltungspreis 2008
12. Gestaltungspreis 2012

## Ausstellungsstationen
- 2008
  - Stadt- und Industriemuseum (Wetzlar)
  - Handwerkskammer Kassel
  - Handwerkskammer Wiesbaden
- 2010
  - Oberhessisches Museum, Gießen
  - Handwerkskammer Kassel
  - Handwerkskammer Wiesbaden
- 2012
  - Handwerkskammer Kassel
  - Handwerkskammer Wiesbaden
- 2014
  - Villa Metzler/Museum Angewandte Kunst (Frankfurt am Main)
  - Handwerkskammer Kassel
  - Handwerkskammer Wiesbaden
- 2016
  - Villa Metzler/Museum Angewandte Kunst (Frankfurt am Main)
  - Handwerkskammer Kassel
  - Freilichtmuseum Hessenpark in Neu-Anspach
  - Handwerkskammer Wiesbaden